# 祭姓
祭姓是一個中文姓氏，郡望為太原郡。

## 起源
- 周公東征以後，周公將自己的第五子封於祭（今河北省長垣縣），是為祭國，後遷於管（今河南省鄭州市金水區祭城），後人以「祭」為氏。
- 春秋时期鄭國大夫祭足，其後人以「祭」為氏。
- 「祭」字被認為不祥，許多宗親改為訾姓、蔡姓。又說「祭」即「奠」，故亦有改為奠姓，後改鄭姓。[原創研究？]

## 名人
- 祭公谋父
- 祭遵
- 祭肜

## 延伸阅读
[在维基数据编辑]
 《欽定古今圖書集成·明倫彙編·氏族典·祭姓部》，出自陈梦雷《古今圖書集成》